# Lord Infamous
Lord Infamous, właściwie Ricky Dunigan (ur. 17 listopada 1973, zm. 20 grudnia 2013) – amerykański raper. Był jednym z założycieli grupy hip-hopowej Three 6 Mafia.
Dunigan był współzałożycielem wytwórni Black Rain Entertainment razem ze swoim przyjacielem, raperem II Tone. Razem z nim wydał w 2009 roku minialbum Helloween EP.

## Dyskografia
Albumy studyjne
- Lord of Terror (1994)
- The Man, The Myth, The Legacy (2007)
- Futuristic Rowdy Bounty Hunter (2010)
- Scarecrow Tha Terrible (2011)
- Legendary Hits (2012)
- King Of Horrorcore (2012)
- Back From Tha Dead (Deadly Proverbs) (2012)
- Scarecrow Tha Terrible Part 2 (2013)
- Fire & Ice (z JP) (2013)
- Voodoo (2013)